# Tracton Abbey
Tracton Abbey (irisch Mainistir Bán, lateinisch Albus tractus) ist eine ehemalige Zisterzienserabtei im County Cork in der heutigen Republik Irland. Sie lag im Süden der Insel an der Küste des heutigen County Cork an einem Bach, der in die Ringabella Bay fließt, in der Ortschaft Tracton Parish, nicht weit von Kinsale.

## Geschichte
Das Kloster wurde im Jahr 1225 auf Bitten von Odo de Barry in den Jahren 1222 und 1223 gegründet und mit Mönchen aus Whitland Abbey (Alba Landa) in Wales besetzt. Damit gehörte es der Filiation der Primarabtei Clairvaux an. Ab 1483 gelangten nur noch Mitglieder der Familie de Barry zur Abtswürde. Das Kloster erlebte im 15. Jahrhundert seinen Niedergang. Es wurde wohl um 1541 von den noch verbliebenen Mönchen verlassen. 1568 wurden seine Güter auf Henry Gylford übertragen und im frühen 17. Jahrhundert gelangten sie an Thomas Daunt aus Gloucestershire, dessen Familie ein neues Haus errichtete. Die Abteigebäude verfielen seit 1639. Auf dem Gelände der inzwischen wohl vollständig verfallenen Abtei wurde 1817 eine protestantische Kirche errichtet.

## Bauten und Anlage
Von der Klosteranlage sind keine Reste erhalten.